# Sexisme i musikbranchen
Sexisme i musikbranchen er en dansk tv-dokumentar i to afsnit produceret af Impact TV for DR. En række kvindelige kunstnere udtalte sig i programmerne om episoder med to anonymiserede personer i branchen, som dog uden for dokumentaren er blevet offentligt kendt at være skuespilleren og musikeren Martin Brygmann og trommeslageren Claes Antonsen.
Dokumentaren blev vist mandag 10. juni 2024 som planlagt efter at Brygmann forgæves havde forsøgt at få den bremset via et fogedforbud.
I programmet dokumenteredes det ifølge DR, at der er strukturel sexisme i underholdningsbranchen. Alle personer, der blev omtalt i dokumentaren, var anonymiseret. Retssagen førte ifølge DR ikke til ændringer af dokumentarens indhold.
Blandt de medvirkende kvindelige musikere er Filuka, Signe Svendsen, Pernille Rosendahl, Stine Bramsen, Katinka, Anne Gadegaard og Mathilde Falch.

## Modtagelse
Programmet fik fem ud af seks stjerner i Filmmagasinet Ekko.

## Konsekvenser
Samme dag som dokumentaren blev sendt valgt Brygmann at aflyse sin koncert på Smukfest.
Netavisen Pio kaldte det et "selvmål" at Brygmann havde forsøgt at stoppe dokumentaren.
Adskillige bookingbureauer droppede også samarbejdet med Brygman.
Brygmann trak sig fra offentligheden efter udsendelsen. Han vendte tilbage i april 2025 som lydbogsindlæser på Mord og Mindfulness på Forlaget Memoris.
Efter udsendelsen valgte Antonsen at trække sig fra bandet The Antonelli Orchestra. Han stoppede også sin rolle i Toppen af Poppen.